# 아나 셀라
 아나 엘비라 셀라(스페인어: Ana Elvira Cela, 1983년 3월 30일 ~ )는 스페인의 배우이다.